# Factory Girl (canción de The Rolling Stones)
«Factory Girl» es una canción de la banda británica de rock The Rolling Stones que aparece en su álbum Beggars Banquet, editado en 1968.

## Inspiración y composición
Escrita por Mick Jagger y Keith Richards, «Factory Girl» es muy similar a una melodía folclórica de los Apalaches, especialmente debido a su arreglo mínimo. 
La letra es un gran ejemplo de Jagger tomando un personaje, algo que hacía en sus letras. Mick canta desde la perspectiva de un hombre que está esperando a su novia - una indigente, desaliñado - para salir del trabajo en la fábrica. Es un gran contraste con la realidad de Jagger: una glamorosa estrella del rock que a menudo salía con modelos
En 2003, Charlie Watts dijo sobre la canción: "En «Factory Girl», estaba haciendo algo que no debes hacer, que es tocar la tabla con palos en lugar de intentar conseguir ese sonido con tu mano, lo que hacen con la tabla los  indios, aunque es una técnica extremadamente difícil y dolorosa si no estás entrenado".
Richards dijo de la canción en 2003: "Para mi «Factory Girl» se siente como «Molly Malone», un jig irlandés, una de esas cosas celtas antiguas que emergen de vez en cuando, o una canción de los Apalaches. En aquellos días yo sólo venía y tocaba algo, sentado en la habitación. Yo todavía lo sigo haciendo. Si Mick se interesa seguiré trabajando con eso, si no parece interesado, voy a dejarlo y decir, 'Voy a trabajar en él y tal vez mostrártelo más tarde.
Jagger contestó diciendo: "Las canciones country, como «Factory Girl» o «Dear Doctor» en Beggars Banquet, eran realmente pastiche. De todos modos hay sentido del humor en la música country , una forma de ver la vida de una manera humorística - y creo que sólo estábamos reconociendo ese elemento de la música. Las canciones country que grabamos más tarde, como «Dead Flowers» en Sticky Fingers o «Far Away Eyes» en Some Girls son ligeramente diferentes. La música actual se toca completamente recta, pero soy yo quien no va a ir con toda la cosa, porque creo que soy una cantante de blues y no un cantante de country".

## Grabación y legado
El tema cuenta con Mick Jagger en la voz, Keith Richards en la guitarra acústica, Rocky Dijon en la conga, Ric Grech en el violín, Dave Mason en la mandolina, y Charlie Watts en la tabla. Fue grabada en los Olympic Studios de Londres en mayo de 1968.
Una grabación en vivo del Steel Wheels/Urban Jungle Tour, fue includia en el álbum en vivo Flashpoint (1991).

## En directo
La canción debutó en directo en el Steel Wheels/Urban Jungle Tour de 1990, 22 años después de su publicación. La canción también fue tocada durante el Bridges to Babylon Tour de 1997. La tocaron también en Los Ángeles el 3 de mayo de 2013, en la gira 50 & Counting. Una versión de la canción con la letra modificada llamada "Glastonbury Girl" la realizaron en el festival de Glastonbury el 29 de junio de 2013.

## Personal
Acreditados:
- Mick Jagger: voz.
- Keith Richards: guitarra acústica.
- Bill Wyman: bajo.
- Charlie Watts: tabla.
- Rocky Dijon: congas.
- Ric Grech: violín.
- Dave Mason: mandolina.